# Saint-Jorioz
 Saint-Jorioz  es una población y comuna francesa, en la región de Ródano-Alpes, departamento de Alta Saboya, en el distrito de Annecy y cantón de Seynod.

## Demografía
| 1360 | 1831 | 2446 | 3344 | 4178 | 5002 |
| Para los censos de 1962 a 1999 la población legal corresponde a la población sin duplicidades (Fuente: INSEE [Consultar]) |      |      |      |      |      |